# Накасе Такуя
Накасе Такуя  (яп. 中瀬 卓也, 19 листопада 1982) — японський гімнаст, олімпійський медаліст.

## Виступи на Олімпіадах
| Олімпіада  | Дисципліна       | Місце             |
| ---------- | ---------------- | ----------------- |
| Пекін 2008 | абсолютний залік | 48 (кваліфікація) |
| Пекін 2008 | командний залік  | 2                 |
| Пекін 2008 | вільні вправи    | 12 (кваліфікація) |
| Пекін 2008 | паралельні бруси | 16 (кваліфікація) |
| Пекін 2008 | перекладина      | 5                 |
| Пекін 2008 | кільця           | 20 (кваліфікація) |
| Пекін 2008 | кінь             | 43 (кваліфікація) |